# Lomadad
Lomadad är en ort i Mexiko.   Den ligger i kommunen Tlacoapa och delstaten Guerrero, i den sydöstra delen av landet, 240 km söder om huvudstaden Mexico City. Lomadad ligger 2 249 meter över havet och antalet invånare är 105.
Terrängen runt Lomadad är kuperad åt nordväst, men åt sydost är den bergig. Runt Lomadad är det ganska glesbefolkat, med 24 invånare per kvadratkilometer. Närmaste större samhälle är Malinaltepec, 15,5 km öster om Lomadad. I omgivningarna runt Lomadad växer huvudsakligen savannskog.